# Juan Ramírez de Arellano
Pour les articles homonymes, voir Ramírez et Arellano (homonymie).

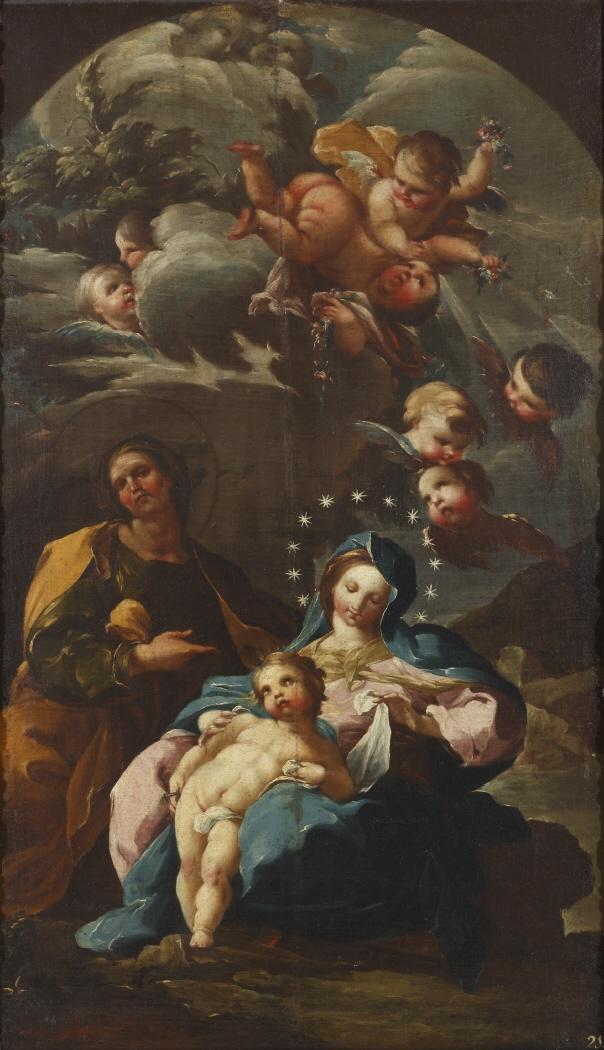
La Vierge et l'Enfant avec Sainte Anne de Juan Ramírez de Arellano, Musée national du romantisme, 1755

Juan Ramírez de Arellano, né en 1725 à Saragosse et mort en 1782 dans la même ville, est un peintre baroque espagnol. 

## Biographie

### Jeunesse
Il naît en 1725 à Saragosse.
Ramírez est membre d'une famille d'artistes aragonais. Il est le fils du sculpteur Juan Ramírez Mejandre.
Il étudie le dessin avec son frère, le sculpteur José Ramírez de Arellano.
Son frère l'aide dans les couleurs de certaines de ses œuvres pour les églises de Saragosse. Il est d'abord formé avec José Luzán, puis s'installe à Madrid avec son compatriote, Pablo Pernicharo. 
Il travaille à Madrid sous la direction de Corrado Giaquinto, dont l'influence se manifeste dans l'œuvre de l'artiste.
En 1753 il est nommé membre surnuméraire de l'Association de San Fernando.

### Carrière
Parmi les rares œuvres connues de sa main, on peut citer La Vierge et l'Enfant avec Sainte Anne (musée du romantisme et des esquisses au musée du Prado) qui, bien que signées J. Ra z, ont été revendiquées dans le passé par le jeune Francisco Goya. Il peint également un portrait de Charles III d'Espagne (Académie royale des beaux-arts Saint-Ferdinand).
Il expose l'Élection du roi Pélage à l’Académie royale des beaux-arts Saint-Ferdinand.

### Mort
Il meurt en 1782 à Saragosse.